# مواصفة يونكس الواحدة
مواصفة يونكس الواحدة (بالإنجليزية: Single UNIX Specification اختصاراً SUS)‏ هو اسم جامع لمعايير ومواصفات لتوافق أنظمة التشغيل كبيئات تشغيل برمجية متناظرة، والتوافق مع المواصفة يؤهل نظم تشغيل الحاسوب لحمل الاسم «يونكس». تقوم مجموعة أوستن جروب على تطوير وصيانة المواصفات الأساسية لمواصفات يونكس الموحدة، وهي مجموعة عمل مشتركة بين لجمعية مهندسي الكهرباء والإلكترونيات وذي أوبن جروب.

## المحددات
يتم تحديد واجهة البرمجيات والمستخدم في أربعة أقسام:
- التعريفات الأساسية - قائمة بالتعريفات والمسميات التي تستخدم في المحددات، وقائمة بملفات C Header التي لا بد من أن يوفرها النظام.
- القشرة والأدوات - قائمة بالأدوات ووصف للقشرة (Bourne Shell).
- واجهات النظام - قائمة بطلبات نظام سي (C System Calls) اللازم توافرها.
- عرض الأسباب شرح سبب إنشاء المعيار.

## علامات الأنظمة المتوافقة
هناك اثنان من العلامات الرسمية التي تدل على توافق النظام:
- UNIX 98 - تدل العلامة على توافق النظام مع الإصدار الثاني من مواصفات يونكس الموحدة (توافق جزئي)
- UNIX 03 - تدل العلامة على توافق النظام مع الإصدار الثالث من مواصفات يونكس الموحدة (توافق كلي)

معايير أقدم لنظام يونكس (تم إبطالها):
- UNIX93 (تم إبطالها بالكامل)
- UNIX95 (الأنظمة المتوافقة لا تزال شسلفباسبيال ئسفيبا الفرعية للبرامج الأقل تعقيدا)